# دنباله‌دار سوئیفت–تاتل

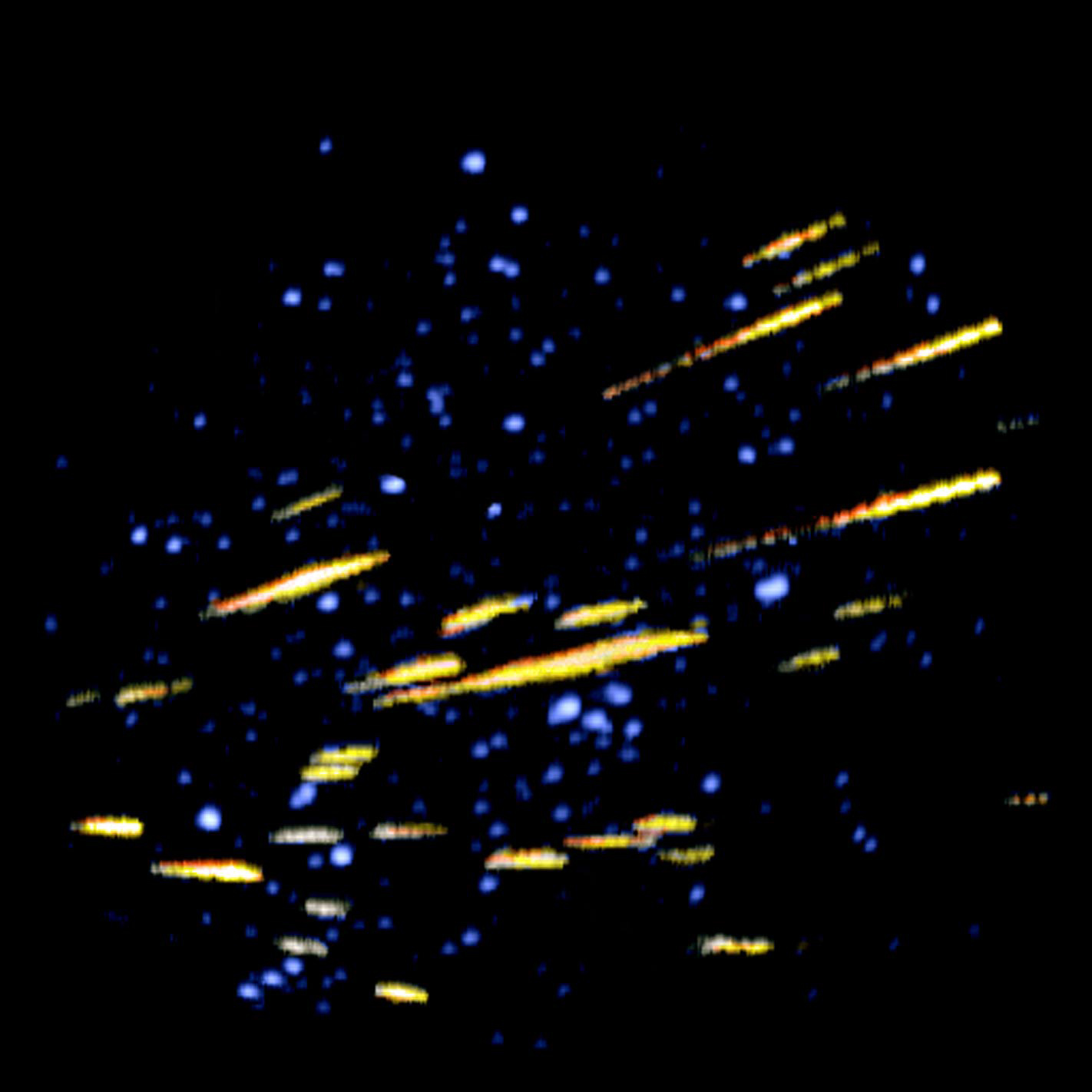
بارش شهابی برساوشی در سال ۱۹۹۵. در این عکس چند شهاب که با فاصله زمانی چند دقیقه از هم پدیدار شده‌اند روی یک فیلم ثبت شده‌است.

دنباله‌دار سویفت-تاتل در سال ۱۸۶۲ توسط لوئیس سوئیفت از نیویورک و هوراس تاتل از رصدخانه هاروارد کشف شد. شیاپارلی چند سال بعد پی برد که این دنباله‌دار منشا بارش شهابی است. رد باقی‌مانده از آن در محور حرکت انتقالی زمین منشأ بارش شهابی برساوشی است که ۲۷ تیرماه تا ۳ شهریور هر سال فعال می‌شود و اوج بارش در روزهای ۲۱ و ۲۲ مردادماه است که حدود ۵۰ شهاب در ساعت با چشم عادی مشاهده می‌شود.